# Mediolan-San Remo 2013
104. edycja wyścigu kolarskiego Mediolan-San Remo odbyła się w dniu 17 marca 2013 roku i liczyła 252 km. Wyścig figurował w rankingu światowym UCI World Tour 2013. Po raz pierwszy od 31 lat wyścig odbył się w niedzielę, a nie w sobotę jak dotychczas.
Organizatorzy zostali zmuszeni do zneutralizowania kilkudziesięciu kilometrów trasy włącznie z podjazdem pod Passo Turchino oraz Le Manie, gdzie warstwa białego puchu nie pozwalała na przejazd rowerem szosowym.
W wyścigu wzięło udział dwóch Polaków: Michał Kwiatkowski z ekipy Omega Pharma-Quick Step oraz Maciej Bodnar z Cannondale. Obaj nie ukończyli wyścigu.

## Uczestnicy
Na starcie tego klasycznego wyścigu stanęło 25 zawodowych ekip. Wśród nich znalazło się wszystkie dziewiętnaście ekip UCI World Tour 2013 oraz sześć innych zaproszonych przez organizatorów. Każda z drużyn wystawiła po 8 kolarzy, dzięki czemu w całym wyścigu wystartowało 200 zawodników. 
Lista drużyn uczestniczących w wyścigu:
| Numery  | Kod | Drużyna                     |
| ------- | --- | --------------------------- |
| 1-8     | OGE | Orica-GreenEDGE             |
| 11-18   | AND | Androni Giocattoli          |
| 21-28   | ALM | Ag2r-La Mondiale            |
| 31-38   | AST | Pro Team Astana             |
| 41-48   | BAR | Bardiani Valvole - CSF Inox |
| 51-58   | BLA | Blanco Pro Cycling Team     |
| 61-68   | BMC | BMC Racing Team             |
| 71-78   | CAN | Cannondale                  |
| 81-88   | EUS | Euskaltel-Euskadi           |
| 91-98   | FDJ | FDJ                         |
| 101-108 | GRM | Garmin-Barracuda            |
| 111-118 | IAM | IAM Cycling                 |
| 121-128 | KAT | Team Katusha                |

| Numery  | Kod | Drużyna                   |
| ------- | --- | ------------------------- |
| 131-138 | LAM | Lampre-Merida             |
| 141-148 | LTB | Lotto-Belisol             |
| 151-158 | MOV | Movistar Team             |
| 161-168 | MTN | MTN-Qhubeka               |
| 171-178 | OPQ | Omega Pharma-Quick Step   |
| 181-188 | RLT | RadioShack-Leopard        |
| 191-198 | SKY | Sky Procycling            |
| 201-208 | ARG | Argos-Shimano             |
| 211-218 | EUC | Team Europcar             |
| 221-228 | TST | Team Saxo-Tinkoff         |
| 231-238 | VCD | Vacansoleil-DCM           |
| 241-248 | VIN | Vini Fantini-Selle Italia |

## Klasyfikacja generalna
| M-ce | Imię i nazwisko    | Kraj              | Drużyna                 | Czas       |
| ---- | ------------------ | ----------------- | ----------------------- | ---------- |
| 1.   | Gerald Ciolek      | Niemcy            | MTN-Qhubeka             | 5h 37' 20" |
| 2.   | Peter Sagan        | Słowacja          | Cannondale              | st.        |
| 3.   | Fabian Cancellara  | Szwajcaria        | RadioShack-Leopard      | st.        |
| 4.   | Sylvain Chavanel   | Francja           | Omega Pharma-Quick Step | st.        |
| 5.   | Luca Paolini       | Włochy            | Team Katusha            | st.        |
| 6.   | Ian Stannard       | Wielka Brytania   | Sky Procycling          | st.        |
| 7.   | Taylor Phinney     | Stany Zjednoczone | BMC Racing Team         | st.        |
| 8.   | Alexander Kristoff | Norwegia          | Team Katusha            | + 14"      |
| 9.   | Mark Cavendish     | Wielka Brytania   | Omega Pharma-Quick Step | + 14"      |
| 10.  | Bernhard Eisel     | Austria           | Sky Procycling          | + 14"      |